# Jeanine Rueff
Jeanine Rueff (* 5. Februar 1922 in Paris; † 19. September 1999 in Menton) war eine französische Komponistin.
Rueff studierte am Pariser Konservatorium bei  Tony Aubin, Henri Challan, Jean und Noël Gallon und Henri Busser. 1948 gewann sie hinter Odette Gartenlaub den Ersten Second Grand Prix de Rome.
Sie wirkte ab 1950 als Begleiterin in der Saxophonklasse von Marcel Mule und in der Klarinettenklasse von Ulysse Delécluse am Conservatoire de Paris. 1960 wurde sie hier Lehrerin für Solfège, von 1977 bis 1988 unterrichtete sie Harmonielehre. Ihr bekanntester Schüler war Jean-Michel Jarre.
1945 wurde Rueff für ihr vom Jazz geprägtes Klavierquintett mit dem Prix Favareille-Chailley-Richez ausgezeichnet. Weiterhin komponierte sie die Kammeroper La Femme d'Énée (1954), ein Concert en quatuor für vier Saxophone und eine Symphonietta (1956).
Das Ensemble Saxallegro (mit Hannes Kawrza, Saxophon, und Florian Pagitsch, Orgel) spielte 1997 ihr Chanson et Passepied gemeinsam mit Werken von Eugène Bozza, Pierre-Max Dubois und Jacques Ibert auf CD ein. 1999 stand ihr Concertstücke für Bassposaune auf dem Programm des Concours International de Trombone in Guebwiller.
Rueff wurde am 22. September 1999 beerdigt. Das Saxophonquartett Ledieu gab 2000 zu ihrem Gedenken ein Konzert, bei dem es Teile ihres Concert en quatuor aufführte.